# Trostianeć (rejon szepetowski)
Trostianeć (ukr. Тростянець) – wieś na Ukrainie, w obwodzie chmielnickim, w rejonie szepetowskim, w hromadzie Berezdów. W 2001 liczyła 243 mieszkańców, wśród których 239 wskazało jako ojczysty język ukraiński, a 4 rosyjski.